# Maskierung (Psychologie)
Maskierung in der Lernpsychologie ist eine Störung der Verarbeitung eines zu lernenden oder wahrzunehmenden Materials mittels eines geeigneten störenden Reizes. Durch sein gleichzeitiges oder zeitnahes Auftreten „maskiert“ der Störreiz das Perzept/Apperzept in Form einer zusätzlichen Wahrnehmung und löscht es aktiv aus. Maskierung meint also die ‚Überdeckung‘ (daher: Maske) eines irgendwie ‚schwächeren‘ Reizes durch einen ‚stärkeren‘ (deutlicheren, intensiveren, adäquateren usw.). Der schwächere Reiz wird nicht erlebt und daher nicht gelernt, existiert nicht in der Erinnerung.
Maskierung als Verarbeitungsstörung ist im visuellen Gedächtnis/ikonischen Gedächtnis oder akustischen Gedächtnis/Echogedächtnis bekannt, die dem sensorischen Gedächtnis zugeordnet sind. Um das Lern-/Wahrnehmungsmaterial zu behindern, kann der Störreiz vor, nach oder während des Lernens eingeführt werden.

## Beispiele
Maskierung durch gleichzeitige Darbietung von zwei akustischen Reizen: Einem Musikstück wird als Störreiz ein Rauschen unterlegt, es wird durch Rauschen maskiert.
Nachträgliche Darbietung von zwei visuellen Reizen: Ein abgebildeter Text wird in rascher Folge von einem weiteren überblendet, der erste Text wird durch den nächsten maskiert. 

## Lokalisation des ikonischen Gedächtnisses
Maskierungsexperimente wurden unter anderem dazu benutzt, um herauszufinden, wo sich das ikonische Gedächtnis befindet. 
- Helligkeitsmaskierung

Kurz nach dem Reiz, z. B. einer Buchstabenmatrix, wird ein Lichtblitz appliziert. In der Konsequenz nimmt die Reproduktionsleistung deutlich ab; aber nur, wenn die Helligkeitsmaske auf dasselbe Auge wie der Reiz gegeben wird. Also Reiz und Maske auf das rechte Auge: schlechte Reproduktionsleistung. Reiz und Maske auf jeweils ein anderes Auge: unbeeinträchtigte Reproduktionsleistung.
Daraus ließe sich schließen, das ikonische Gedächtnis müsse vor Sehnervkreuzung liegen; sei also peripher. 
- Mustermaske

Hier wird nach dem Reiz eine Mustermaske appliziert. Wieder nimmt die Reproduktionsleistung ab; aber diesmal unabhängig davon, ob dasselbe oder das andere Auge maskiert werden. 
Das würde bedeuten, das ikonische Gedächtnis läge hinter der Sehnervkreuzung; sei also zentral. 
Ein Nachweis für die eine oder andere Sicht wurde noch nicht gefunden, sodass man von Teilsystemen ausgeht.

## Experiment von Turvey
Nach einem 1973 durchgeführten Experiment  von Michael Turvey kann Maskierung durch Muster (optische Sinneseindrücke) das Lernen auch beeinträchtigen, wenn das Maskierungsmuster auf dem anderen Auge dargeboten wird. Dabei müssen zentrale Verarbeitungsprozesse im Gehirn beteiligt sein. (Neath/Surprenant 2003)  

## Proaktive Interferenz statt Spurenzerfall
Die Verarbeitungsstörung geschieht im Kurzzeitgedächtnis durch einen Prozess, der „Proaktive Interferenz“ genannt wird.  Beide Reize, das Lernmaterial und der maskierende Störreiz, beeinträchtigen sich durch gegenseitige Interferenz und können nicht gut in das Kurzzeitgedächtnis aufgenommen werden.  
Diese neuere Erkenntnis ersetzt frühere Annahmen, beim Vergessen im Kurzzeitgedächtnis handele es sich um Spurenzerfall. Dabei war davon ausgegangen worden, dass optische oder akustische Sinneswahrnehmungen eine Form von Gedächtnisspur hinterließen, die beim Vergessen zerfallen würde.